# DNA Warrior
DNA Warrior è un videogioco sparatutto a scorrimento fantascientifico pubblicato nel 1989 per Amiga, Commodore 64 e ZX Spectrum dalla Artronic Products, nome assunto nel periodo finale dalla Cascade Games. Si pilota una navicella miniaturizzata all'interno di un corpo umano, in parte con innesti bionici.

## Trama
Un importante scienziato ha sperimentato sul suo stesso cervello un impianto di DNA con acceleratore di crescita nel tentativo di ottenere una super intelligenza, ma un incidente nel laboratorio lo ha fatto malfunzionare e ha mandato il professore in coma. Per cercare di salvarlo, un veicolo subacqueo militare viene miniaturizzato e iniettato nel suo sangue. La navicella deve raggiungere e fermare l'impianto, affrontando lungo il tragitto sia le difese naturali del corpo, sia le mutazioni generate dall'impianto e i numerosi innesti bionici del professore.

## Modalità di gioco
Si pilota una navicella in un ambiente bidimensionale a scorrimento orizzontale continuo. Il giocatore ha la possibilità di invertire il verso di scorrimento facendo un'apposita manovra, dato che può essere necessario tornare indietro per raggiungere particolari punti.
Lo scenario rappresenta l'interno del sistema circolatorio e ha un aspetto organico oppure artificiale a seconda delle zone. Lo sfondo è nero, con pareti irregolari e ostacoli in alto e in basso, a volte con passaggi stretti.
I nemici sono anticorpi e globuli vari che fluttuano. L'azione è classica, con nemici che arrivano in gruppi in formazioni lineari o individualmente e alcuni ostacoli indistruttibili come protuberanze mobili che escono dai bordi, simili a valvole del cuore.
La navicella può muoversi in tutte le direzioni e sparare nella direzione di scorrimento. È dotata di una barra dell'energia vitale che cala al contatto con i pericoli e si rigenera lentamente, e di più vite.
Se si riesce a distruggere completamente una formazione nemica prima che esca dallo schermo viene lasciato un power-up da raccogliere, con un sistema simile a Nemesis. I power-up sono tutti uguali, ma il potenziamento che possono conferire dipende da quanti ne sono stati raccolti. Il giocatore attiva quando vuole il potenziamento con la barra spaziatrice, consumando fino a 7 power-up per ottenere armi ed effetti sempre più potenti: agilità extra, fuoco rapido, cannone ventrale, sfere orbitanti acceleranti, scudo protettivo, StarBurst, ricarica dell'energia.
Il sistema di cambio zona e livello era una novità nel genere. Ci sono alcuni punti di passaggio sulle pareti e bisogna raggiungere quello giusto. A volte i passaggi sono chiusi finché non si raccoglie un certo oggetto situato altrove.
In particolare per completare la missione si devono raccogliere 8 parti di un "inibitore di crescita" sparse per i livelli, per poi affrontare la battaglia finale con l'impianto cerebrale.
La versione Amiga ha un bug che impedisce di superare lo scontro finale; solo nel 2016 fu divulgata una versione corretta amatoriale.

## Accoglienza
La critica europea considerò DNA Warrior perlopiù sufficiente-discreto nella versione Commodore 64, mediocre nella versione ZX Spectrum, e parecchio scadente nella versione Amiga.
La rivista Zzap! fu insolitamente entusiasta (voto complessivo 89%) dell'edizione Commodore 64; sebbene il genere degli sparatutto "organici" fosse già inflazionato, riteneva questo titolo ben realizzato e arricchito dagli elementi strategici ed esplorativi.
The Games Machine confermava la tendenza negativa della versione Amiga (47%), arrivando a definirlo uno dei peggiori sparatutto sull'Amiga; citava la giocabilità affetta dalla navicella troppo grossa, lenta e inefficace a meno di avere determinati potenziamenti e la grafica troppo semplice per le potenzialità di quel computer. Videogame & Computer World fu un caso di giudizio favorevole sull'Amiga, ritenendo il gioco nulla di nuovo, ma ben realizzato e con un ottimo livello di giocabilità; il voto complessivo tuttavia fu soltanto di sufficienza (6,2/10).